# Sec-بوتیل‌لیتیوم
سکند-بوتیلیتیوم (به انگلیسی: Sec-Butyllithium) یک ترکیب شیمیایی با شناسه پاب‌کم ۱۰۲۴۴۶ است.